# Horst Fassel
Horst Fassel (n. 15 august 1942, Timișoara, România – d. 3 decembrie 2017) a fost un istoric literar, critic literar și traducător, originar din România.
Horst Fassel a fost fiul lui Irene Mokka cu primul ei soț, Stefan Fassel.
Horst Fassel a fost căsătorit cu Luminița Fassel, fostă lector de istoria limbii române și lingvistică romanică la Universitatea din Iași, până la emigrarea soților în Germania.

## Studii
A încheiat în 1959 studiile liceale la Liceul „N. Lenau", a studiat între 1960-1965 la Facultatea de Filologie a Universității „Babeș-Bolyai" din Cluj, secția germană-română.
A obținut în 1978 titlul de "doctor în filologie" și în 2006 a fost onorat cu titlul de doctor honoris causa al Universității de Vest din Timișoara.

## Activitatea profesională
A fost, inițial, lector la Catedra de germană a Universității „Al. I. Cuza" din Iași, dar în urma cererii de emigrare în Republica Federală Germania, din 1982, a fost transferat ca filolog la Institutul de Lingvistică, Istoria Literaturii și Folclor din Iași.
În 1983 a emigrat în Republica Federală Germania, unde a practicat diverse profesii. A început  cu funcția de corector la Editura Rombach din Freiburg (1983), între anii 1985 și 1987 a fost redactor al ziarului șvabilor bănățeni, "Banater Post" din München, și a fost redactor al revistei „Banatica"  publicată de Societatea „Adam Müller-Guttenbrunn" (1984-1987), al cărei redactor-șef a devenit în 1987. În 1989 a fost numit director adjunct al Institutului pentru Cultura și Civilizația Șvabilor Dunăreni. Este și membru al Deutsches Seminar pentru literatură germană și comparată a Universității din Tübingen, membru în conducerea Südostdeutsches Kulturwerk din München, profesor onorific al Universității „Babeș-Bolyai" din Cluj și președinte al Societății „Thalia Germanica".
Aproape întreaga operă a mamei sale, Irene Mokka, a fost publicată postum, în 1985, în volumul Das Schlüsselwort (Cuvântul-cheie), care cuprinde poezii, traduceri, piese teatrale într-un act, literatură pentru copii, proză și fragmente din jurnale. Ediția a fost îngrijită de Horst Fassel care, pentru că emigrase în Republica Federală Germania, a fost obligat să semneze cu un pseudonim: Helge Hof.

## Presupusa colaborare cu Securitatea
Scriitorul Ernest Wichner, director al Casei Literaturii din Berlin, fost membru al Grupului de acțiune Banat (Aktionsgruppe Banat) a dezvăluit într-un serial  că Horst Fassel a fost colaborator neoficial al Securității, având numele conspirativ, „Filip“. Fassel fusese folosit ca agent de către Securitate atât în țară cât și mai târziu în străinătate, în Republica Federală Germania. În calitatea de redactor șef al publicației izgoniților șvabi (germani) din Banat, „Banater Post“, Fassel a facilitat publicarea unor articole denigratoare la adresa lui Herta Müller, viitoare Laureată a Premiului Nobel pentru Literatură. În ziarul regional Tagblatt.de, din 10.7. 2010 și apoi, după ce au început să circule în Germania primele relatări despre activitatea sa ca agent, în aceeași publicație din 12. 7. 2010 Fassel neagă că el ar fi lucrat pentru Securitate, având numele de cod „Filip“.

## Volume publicate
- Geschichte der deutschen Literatur von den Anfängen bis 1770 (Istoria literaturii germane de la începuturi până la 1770), Tipografia Universității Iași, 1978;
- Die deutsche Reisebeschreibung und ihre Form in der zweiten Hälfte des 19. Jahr-hunderts(Jurnalul de călătorie german și forma sa literară în cea de a doua jumătate a secolului al XIX-lea), Tipografia Universității Iași, 1983
- Deutschunterricht in Jassy (1830-1992). Wissenschaftler und Lehrer als Vermittler im West-Ost-Dialog ( Predarea germanei la Iași. Oameni de știință și profesori ca mediatori în dialogul est-vest), Tübingen, 1993;
- Deutsches Staats-theater Temeswar (1953-1993). Entwicklungsmöglichkeiten einer Kultureinrichtung der deutschen Minderheit in Rumänien (Teatrul German din Timișoara. Posibilitățile de dezvoltre ale unei instituții a minorității germane în România), Freiburg, Müller-Guttenbrunn Gesellschaft, 1993
- Ein deutsches Theater im vielsprachigen Umfeld: das Beispiel Orawitza (Un teatru german într-un mediu plurilingvistic: exemplul din Oravița), Freiburg, Müller-Guttenbrunn Gesellschaft, 1996
- 250 Jahre deutsches Staats-theater in Temeswar. 50 Jahre Deutsches Staatstheater (250 de ani de Teatru German la Timișoara. 50 de ani de teatru German de Stat din Timișoara), München, Sonderheft 1-2, Banatica, 2003;
- Pannonien vermessen. Ungarnbilder in der deutschen Literatur von Ekkehard IV bis Siegfried Lenz (Cartografierea Panoniei. Imagini ale Ungariei în literatura germană de la Ekkehard IV la Siegfried Lenz), Stuttgart, 2004.
- Bühnen-Welten vom 18.-20 Jahrhundert. Deutsches Theater in den Provinzen des heutigen Rumänien (Scenele lumii din secolele 18-20. Teatrul german în provinciile României de azi), Cluj-Napoca, Presa Universitară Clujeană, 2007[7]

## Traduceri
- Sextil Pușcariu, Untersuchungen und Aufsäze ( Cercetări și studii), București, Editura Minerva, 1974
- Anghel Dumbrăveanu, Das Geheimis der Orchidee (Enigma orhideei), traducere în colaborare cu Irene Mokka, Timișoara, Editura Facla, 1976
- Corneliu Sturzu, An der Wegschreide das Gras. Gedichte, Cluj-Napoca, 1979
- Karl Zuckmayer, Căpitanul Din Kopenick, piesă de teatru tradusă în colaborare cu Mircea Filip și montată în 1979 la Teatrul Național Vasile Alecsandri din Iași, în regia lui Cristian-Valeriu Hadji-Culea [8]
- Iacob Negruzzi, Jurnal, Cluj-Napoca, Editura Dacia, 1980
- Kurt Kusenberg, Unde este Unchiul Bertram?, traducere în colaborare cu Anghel Dumbrăveanu, București, Editura Univers, 1980
- Mihai Ursachi, Die Palme Talipot. Gedichte, București, 1982
- Irene Mokka, Un cântec nesfârșit (Ein endloses Lied), traducere în colaborare cu Anghel Dumbrăveanu, București, Cartea Românească, 1983
- Ioan Flora, Die Donau - leicht ansteigend. Gedichte, Ludwigsburg, Pop- Verlag, 2004
- Grigore Cugler, Apunake, eine andere Welt (Apunake, o altă lume), traducere, postfață, bibliografie, Ludwigsburg, Pop-Verlag.

## Colaborator
- Dicționar al scriitorilor din Banat, Timișoara, Editura Universității de Vest, 2005

## Premii literare
- Premiul pentru traducere al Uniunii Scriitorilor din România (1979)
- Premiul cultural al șvabilor dunăreni (1991)
- Premiul de Excelență al revistei „Convorbiri literare" (2004).